# ملايين (فنانة)
ملايين (19 تموز/يوليو 1975-) راقصة وممثلة عراقية.

## مشوارها المهني
كان ظهورها الأول من خلال الإعلانات بعدها قدمت عدداً من المسلسلات البدوية والأفلام، بدأت مشوارها الفني كراقصة من خلال الفرق الشعبية التي تمارس الرقص والغناء في الأفراح والمناسبات كما شاركت كموديل في أغنيات مصورة لمطربين عراقيين مثل الفنان باسم العلي، والفنان ضياء حسين
كانت انطلاقتها الفعلية عندما عرض عليها المخرج محسن العزاوي المشاركة في مسرحيته الاستعراضية (العالم في ليلة) على خشبة المسرح الوطني في بغداد مع العديد من النجوم منهم قاسم الملاك، وعزيز عبد الصاحب، ومناف طالب.

## مغادرتها العراق
غادرت العراق إلى لبنان لأسباب لم تفصح عنها والتقت بعدد من الفنانين المصريين في بيروت لكنها لم تستطع الاشتراك معهم في أي عمل لأنها تحمل الجواز العراقي الذي أوشك على انتهاء الصلاحية ولم تكن توجد سفارة للعراق في بيروت وحصلت على لقب أحسن راقصة في الشرق الأوسط في مهرجان الرقص الشرقي
انتقلت بعدها إلى لندن بعد حصولها على الجنسية السويدية، وأحيت حفلات للجالية العربية والعراقية وقدمت الفن الفولكلوري العراقي.

## مشاركتها بالدراما العراقية
كانت أول أعمالها في الدراما العراقية عام 2009 عندما نالت دور البطولة في العمل الاستعراضي «فيلم هندي» ثم مسلسل «دولة الرئيسة» التي كان مؤلفها أسامة الشرقي ومخرجها أوس الشرقي وبعدها مسلسل (أكبر چذاب) مع الفنان إياد راضي والمخرجين علي ومهند أبو خمرة، كذلك قامت بتصوير برنامج فكاهي ساخر بعنوان «غسل ولبس» عام 2016 عرض على قناة الشرقية وشاركت في المسلسل الخليجي «هندستاني».

## أعمالها

### في التلفزيون
| سنة الإنتاج | اسم المسلسل     | الشخصية |
| ----------- | --------------- | ------- |
| 2022        | حلم وخيال       | (كناري) |
| 2016        | غسل ولبس        |         |
| 2014        | عيد وشجن        |         |
| 2014        | عائلة سويجات    |         |
| 2013        | أكبر جذاب (ج 2) |         |
| 2011        | هند ستاني 2     |         |
| 2010        | هند ستاني 1     |         |
| 2010        | فلم هندي        | (مليكة) |
| 2009        | دولة الرئيسة    |         |
| 1995        | الأشرعة         |         |
| 1995        | فجر الصايود     |         |
| 1995        | ذهب حباري       |         |

### في المسرح
| سنة الإنتاج | المسرحية           | الشخصية |
| ----------- | ------------------ | ------- |
| 1994        | العالم في ليلة     |         |
| 2016        | ساحرة والرب راعيها |         |

### في السينما
| سنة الإنتاج | الفيلم         | الشخصية |
| ----------- | -------------- | ------- |
| (1998)      | القفاز الأبيض  |         |
| (1997)      | الغجرية والوحش |         |
| (1997)      | الفرار         |         |
| (1997)      | المنحرفون      |         |

### تقديم البرامج
| سنة الإنتاج | اسم البرنامج | عرض على      |
| ----------- | ------------ | ------------ |
| 2023        | خارج التغطية | قناة الشرقية |